# Bársonyos rigó
A bársonyos rigó (Heinrichia calligyna) a madarak osztályának verébalakúak (Passeriformes) rendjébe és a légykapófélék (Muscicapidae) családjába tartozó Heinrichia nem egyetlen faja.

## Rendszerezése
A nemet és a fajt is Erwin Stresemann német ornitológus írta le 1931-ben.

## Alfajai
- Heinrichia calligyna calligyna Stresemann, 1931  - Celebesz déli és középső része
- Heinrichia calligyna picta Stresemann, 1932  - Celebesz délkeleti része
- Heinrichia calligyna simplex Stresemann, 1931  - Celebesz északi része

## Előfordulása
Indonézia területén honos, ahol kizárólag Celebesz szigetén él. Természetes élőhelyei a szubtrópusi és trópusi síkvidéki esőerdők. Állandó, nem vonuló faj.

## Megjelenése
Testhossza 17 centiméter.

## Életmódja
Kisebb gerinctelenekkel táplálkozik.

## Természetvédelmi helyzete
Az elterjedési területe nem nagy, egyedszáma ugyan csökken, de még nem éri el a kritikus szintet. A Természetvédelmi Világszövetség Vörös listáján nem fenyegetett fajként szerepel.